# Zootopie (bande originale)
Pour les articles homonymes, voir Zootopie.
La bande originale du film Zootopie, sorti en 2016, est un album publié par Walt Disney Records dont la partition orchestrale a été composée par Michael Giacchino et sa seule chanson écrite par Sia Furler et Stargate. Il est constitué des musiques entendues dans le film, incluant la chanson Try Everything en français : « Tout essayer » chantée par Shakira, et reprise par Dream Ami en japonais. Le compositeur Michael Giacchino s'est beaucoup inspiré des musiques non occidentales.

## Production

### Titres
Toute la musique est composée par Michael Giacchino (sauf pour Try Everything).
| 1.    | Try Everything                        | Sia Furler, Tor Erik Hermansen, Mikkel S. Eriksen | Shakira | 3:16 |
| 2.    | Stage Fright                          |                                                   |         | 0:39 |
| 3.    | Grey's Uh-Mad At Me                   |                                                   |         | 1:44 |
| 4.    | Ticket to Write                       |                                                   |         | 1:07 |
| 5.    | Foxy Fakeout                          |                                                   |         | 2:08 |
| 6.    | Jumbo Pop Hustle                      |                                                   |         | 1:50 |
| 7.    | Walk and Stalk                        |                                                   |         | 1:29 |
| 8.    | Not a Real Cop                        |                                                   |         | 1:34 |
| 9.    | Hopps Goes (After) The Weasel         |                                                   |         | 2:19 |
| 10.   | The Naturalist                        |                                                   |         | 3:09 |
| 11.   | Work Slowly And Carry a Big Shtick    |                                                   |         | 0:44 |
| 12.   | Mr. Big                               |                                                   |         | 2:47 |
| 13.   | Case of the Manchas                   |                                                   |         | 4:00 |
| 14.   | The Nick of Time                      |                                                   |         | 5:02 |
| 15.   | World's Worst Animal Shelter          |                                                   |         | 4:24 |
| 16.   | Some of My Best Friends Are Predators |                                                   |         | 3:47 |
| 17.   | A Bunny Can Go Savage                 |                                                   |         | 1:45 |
| 18.   | Weasel Shakedown                      |                                                   |         | 2:04 |
| 19.   | Ramifications                         |                                                   |         | 3:58 |
| 20.   | Ewe Fell For It                       |                                                   |         | 6:37 |
| 21.   | Three-Toe Bandito                     |                                                   |         | 0:43 |
| 22.   | Suite from Zootopia                   |                                                   |         | 7:28 |
| 62:34 |                                       |                                                   |         |      |

### Dates de parution et versions
Sortie en CD et en téléchargement numérique le 4 mars 2016.

## Accueil et critique

### Réception critique
Le succès de la chanson Try Everything est un succès immédiat partout dans le monde.[non neutre]

### Nominations
La chanson phare du film Try Everything, interprétée par Shakira est nommé pour les Oscars 2017.[réf. nécessaire]